# Eurycotis famelica
Eurycotis famelica är en kackerlacksart som beskrevs av Gurney 1948. Eurycotis famelica ingår i släktet Eurycotis och familjen storkackerlackor.
Artens utbredningsområde är Kuba. Inga underarter finns listade i Catalogue of Life.